# Vysílač Veľká lúka
Vysílač Veľká lúka je bývalý rádiový vysílač na Slovensku. Nachází se na stejnojmenném vrchu v pohoří Lúčanská Malá Fatra, mezi městy Žilina a Martin. Je vzdálen pouze cca 300 m od vysílacího střediska Krížava.

## Konstrukce
Konstrukce příhradového stožáru má výšku 60 m a během provozu antény šířily signál Rádia Zet a Fun Radia. Až do ukončení provozu patřil s vyzařovaným výkonem 20 kW mezi nejvýkonnější vysílače na Slovensku a díky značné nadmořské výšce byl jeho signál dostupný na velké části území Slovenska. Přesah umožňoval přijímat signál i na Liptově, Oravě, Středním Pováží, části Moravy a Slezska, ale nezřídka i v Podunajské nížině.

## Přístup
K nedalekému vysílači na Krížavě vede asfaltová cesta z Vrútek, odtud po chodníku.